# Jan na Mniewie Mniewski
Jan na Mniewie Mniewski herbu Ogończyk – kasztelan konarski łęczycki w latach 1665–1694, podstoli łęczycki w latach 1659–1665.
Poseł na sejm 1664/1665 roku z województwa łęczyckiego. 
W 1674 roku był elektorem Jana III Sobieskiego z województwa łęczyckiego.